# Lu Alckmin
Maria Lúcia Guimarães Ribeiro Alckmin GCRB (São Paulo, 12 de julho de 1951), conhecida como Lu Alckmin, é uma professora normalista filiada ao Partido Socialista Brasileiro (PSB). É esposa de Geraldo Alckmin, o 26.º vice-presidente do Brasil. Desde 1º de janeiro de 2023, ocupa o papel de segunda-dama do país. Conhecida por seu envolvimento em causas sociais, Lu Alckmin tem uma longa trajetória de atuação em projetos de assistência social e educação, especialmente no estado de São Paulo, onde seu trabalho ganhou destaque ao lado das funções públicas do marido.
Lu Alckmin foi primeira-dama do estado de São Paulo por quatro vezes, durante os quais liderou o Fundo Social de São Paulo (FUSSP) entre 2001 e 2006 e de 2011 a 2018. Em sua atuação, desenvolveu e apoiou programas de capacitação profissional e inclusão social, impactando positivamente diversas comunidades paulistas. Lu é também a única segunda-dama do Brasil que já ocupou essa posição em uma unidade federativa, tendo sido segunda-dama do estado de São Paulo de 1995 a 2001. Sua experiência e dedicação às causas sociais marcaram seu período no FUSSP, onde focou em projetos voltados para a educação, qualificação profissional e geração de renda.

## Início de vida, educação e família

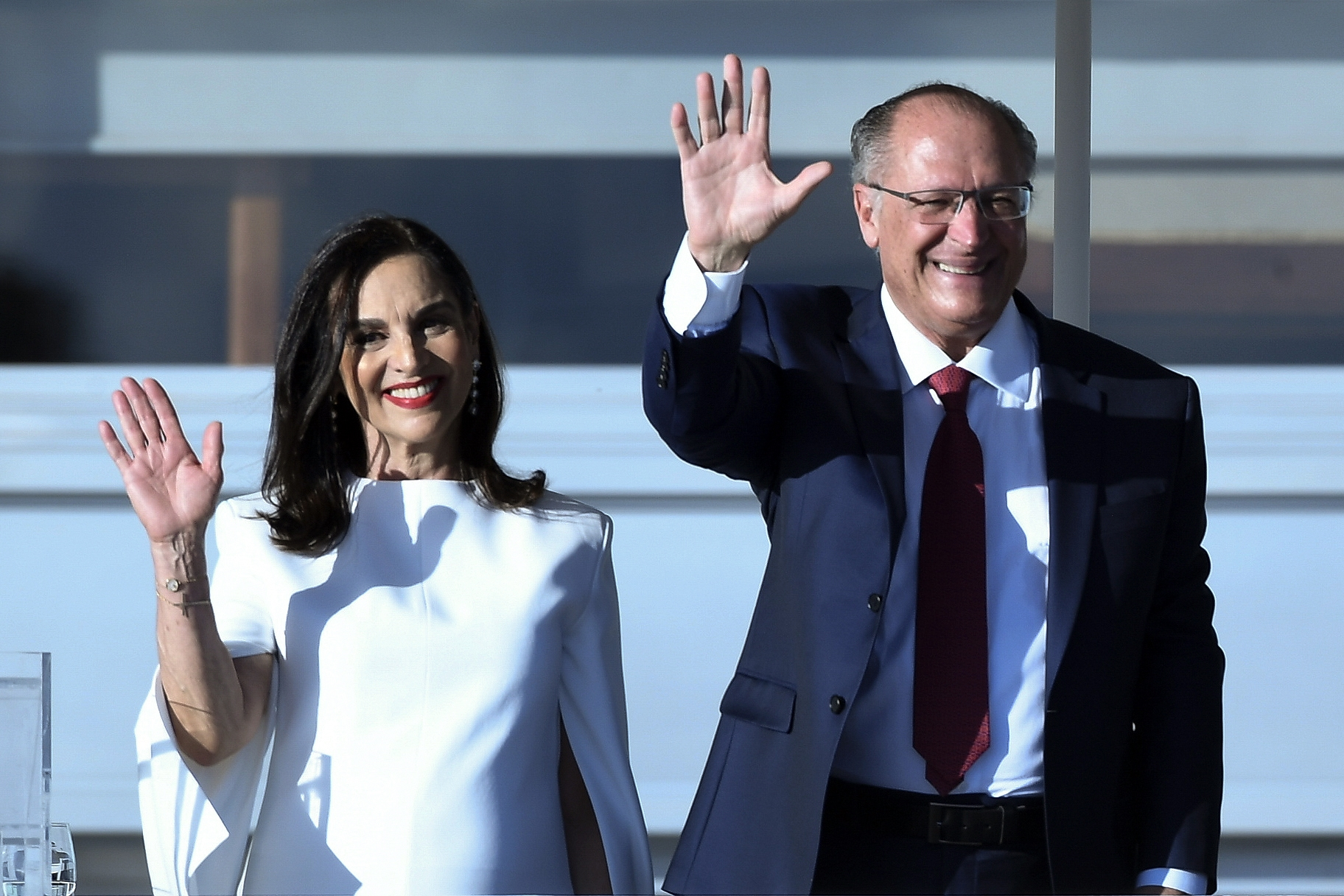
Lu e seu esposo Geraldo Alckmin na posse presidencial em 2023.

Maria Lúcia Guimarães Ribeiro Alckmin nasceu em São Paulo, porém deixou a cidade natal aos quatro anos para viver em Pindamonhangaba, a 156 km da capital paulista. No município, cursou a Escola Normal, que preparava professores para o antigo curso primário, e conheceu o marido enquanto ele estudava na Faculdade de Medicina de Taubaté.
Lu Alckmin é casada com Geraldo Alckmin desde 16 de março de 1979, quando este ainda exercia mandato de prefeito de Pindamonhangaba. Eles têm três filhos: Sophia, Geraldo e Thomaz (falecido em 2015).
Na década de 1970, quando foi primeira-dama de Pindamonhangaba, Lu Alckmin começou a se dedicar a trabalhos sociais. Iniciou campanhas de arrecadação de fundos e promoveu ações em comunidades carentes da região.
Em 1994, quando o marido foi eleito vice-governador na chapa de Mário Covas, Lu Alckmin atuou como voluntária do Fundo Social de Solidariedade do Estado de São Paulo ao lado de Lila Covas (1932-2020), então primeira-dama de São Paulo.

## Primeira-dama de São Paulo

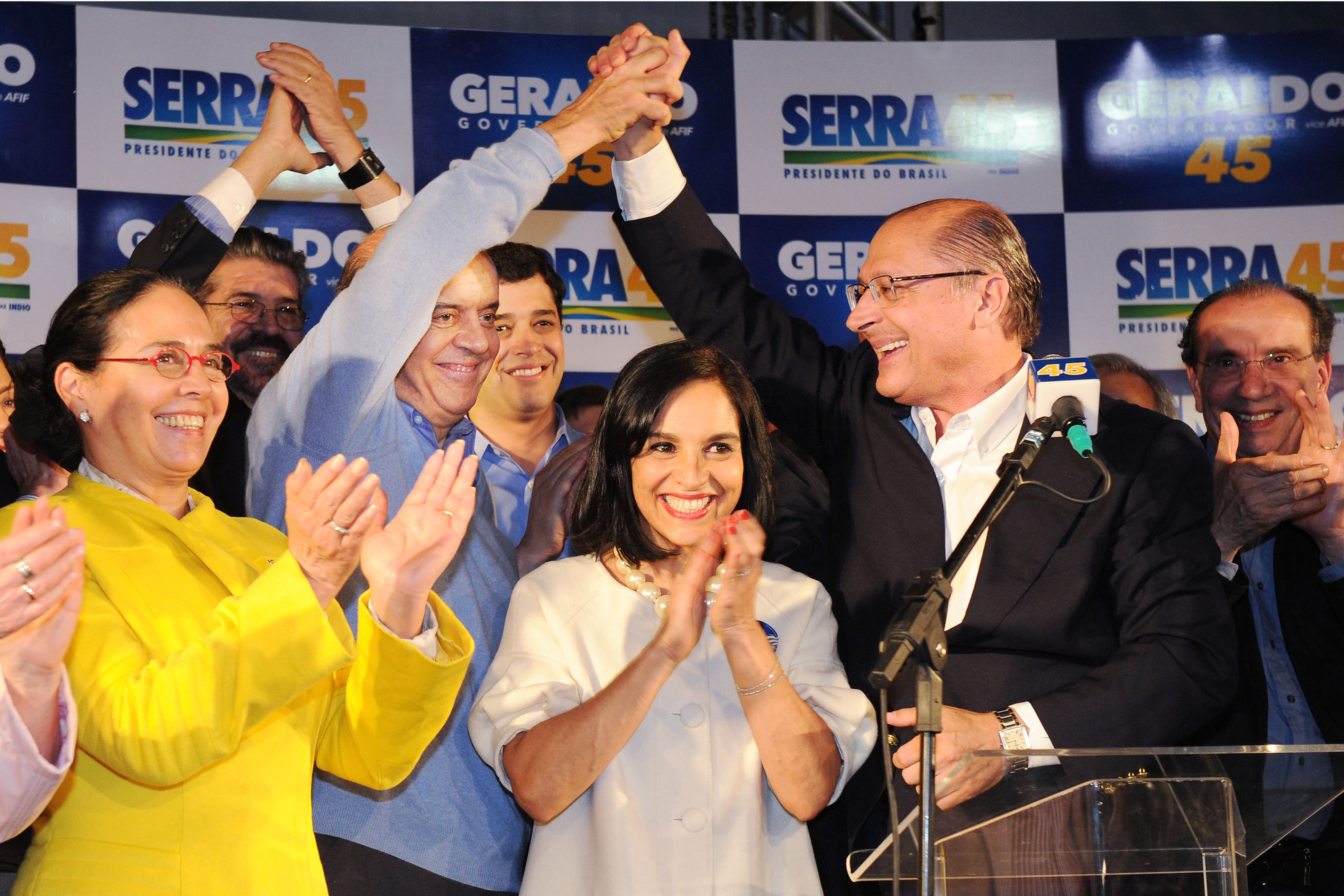
Lu Alckmin e seu esposo, Geraldo, em evento político da eleição estadual de 2010.

Tornou-se primeira-dama de São Paulo em 2001 após o seu marido assumir o governo do estado devido a morte do então governador Mário Covas. Com a reeleição de Geraldo Alckmin em 2002, Lu continuou como primeira-dama do estado até o dia 31 de março de 2006, quando Alckmin renunciou ao mandato para se candidatar à presidência da república.
Com a posse de Geraldo como governador em 2001, Lu assumiu a presidência do Fundo Social e deu continuidade aos projetos de dona Lila, a quem chamava de “minha professora”. À frente da instituição, priorizou projetos de qualificação profissional e geração de renda.
Um dos projetos mais importantes de sua autoria foi o Padaria Artesanal, que implantou mais de 9.000 unidades no estado e capacitou cerca de 20 mil pessoas.
Em 2010, voltou a ser a primeira-dama do estado devido à eleição do marido como governador. Geraldo foi reeleito em 2014 para o mesmo posto. Reassumindo a presidência do fundo, manteve o foco na qualificação profissional. Criou a Escola de Qualificação Profissional, com as Escolas de Moda, Beleza e Construção Civil, além de retomar o projeto da Padaria Artesanal.
Lu permaneceu como anfitriã do Palácio dos Bandeirantes até 2018, quando seu marido renuncia novamente ao mandato para se candidatar à presidência da república.

## Segunda-dama do Brasil

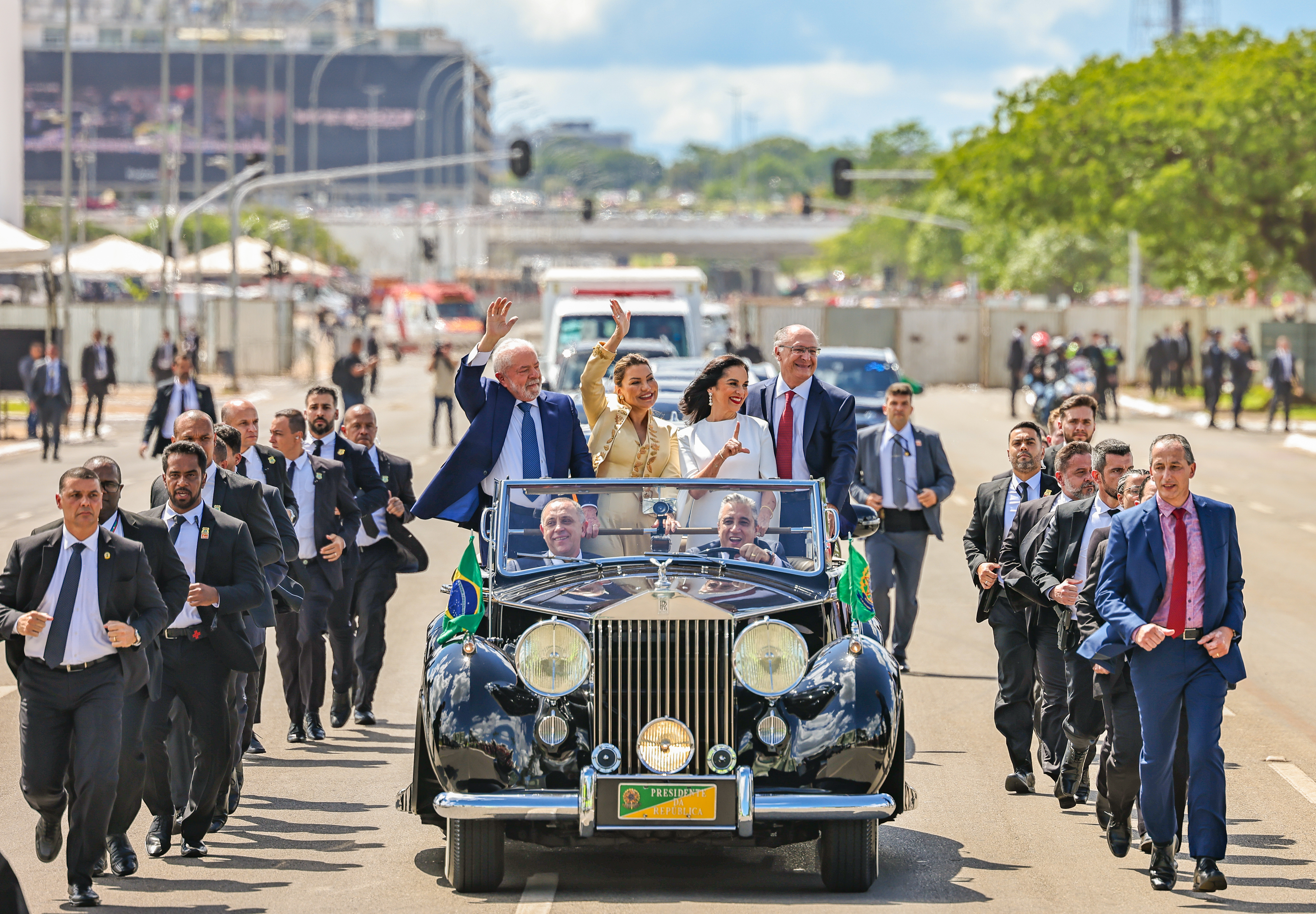
Geraldo e Lu desfilam junto ao Presidente Lula e Janja no Rolls-Royce Presidencial na posse presidencial em 2023.

Em abril de 2022, Lu Alckmin se filiou ao PSB, acompanhando a recente mudança partidária de seu marido, Geraldo Alckmin. Sua filiação ocorreu no Congresso Municipal do PSB em São Paulo, onde ela foi fotografada ao lado de figuras políticas como a deputada federal Tabata Amaral e o deputado estadual Caio França, filho de Márcio França, que foi vice-governador de São Paulo durante o mandato de Alckmin. O evento marcou seu apoio à nova trajetória política do marido, consolidando a associação da família Alckmin ao PSB em um momento de renovação nas alianças políticas no Brasil.
Após anos buscando a presidência da República — e, em uma dessas tentativas, disputando contra Luiz Inácio Lula da Silva —, Geraldo Alckmin foi escolhido como candidato a vice-presidente na chapa do ex-presidente Lula para as eleições de 2022. A oficialização da candidatura ocorreu em Brasília pelo PSB, marcando uma significativa aliança política entre PT e PSB. A chapa foi vitoriosa no segundo turno, obtendo 50,9% dos votos válidos e consolidando o retorno de Lula à presidência, com Alckmin assumindo como vice-presidente.
Assim, Lu Alckmin assumiu a função de segunda-dama do Brasil em 1º de janeiro de 2023. Desde então, sinalizou que pretende atuar em parceria com as primeiras-damas dos estados brasileiros, com o objetivo de fortalecer iniciativas de trabalho social e promover programas voltados ao apoio de populações vulneráveis em todo o país. Lu destaca-se pelo projeto Padaria Artesanal, uma iniciativa inovadora que oferece capacitação em panificação e promove autonomia financeira em comunidades. O projeto ensina técnicas de panificação e usa agentes multiplicadores para que os participantes transmitam o conhecimento em suas próprias localidades, fomentando o empreendedorismo. Em parceria com a Arquidiocese de Brasília e o setor privado, a Padaria Artesanal estabelece um modelo sustentável de geração de renda e independência financeira, sem a necessidade de verbas públicas, contribuindo para o fortalecimento social das comunidades envolvidas.

### Honras, Condecorações e Títulos honoríficos
| Insígnia | País   | Honra                                                                                 | Data                    |
| -------- | ------ | ------------------------------------------------------------------------------------- | ----------------------- |
|          | Brasil | Grã-Cruz da Ordem de Rio Branco, concedida pelo presidente Luiz Inácio Lula da Silva. | 21 de novembro de 2023. |

## Obras publicadas
- ALCKMIN, Lu (2017). Amor que transforma. Brasil: Academia. ISBN 978-8542211368.

- ALCKMIN, Lu (2024). ABC dos Coelhinhos. Brasil: Senac. ISBN 9788562564932.[20]